# 공장제수공업

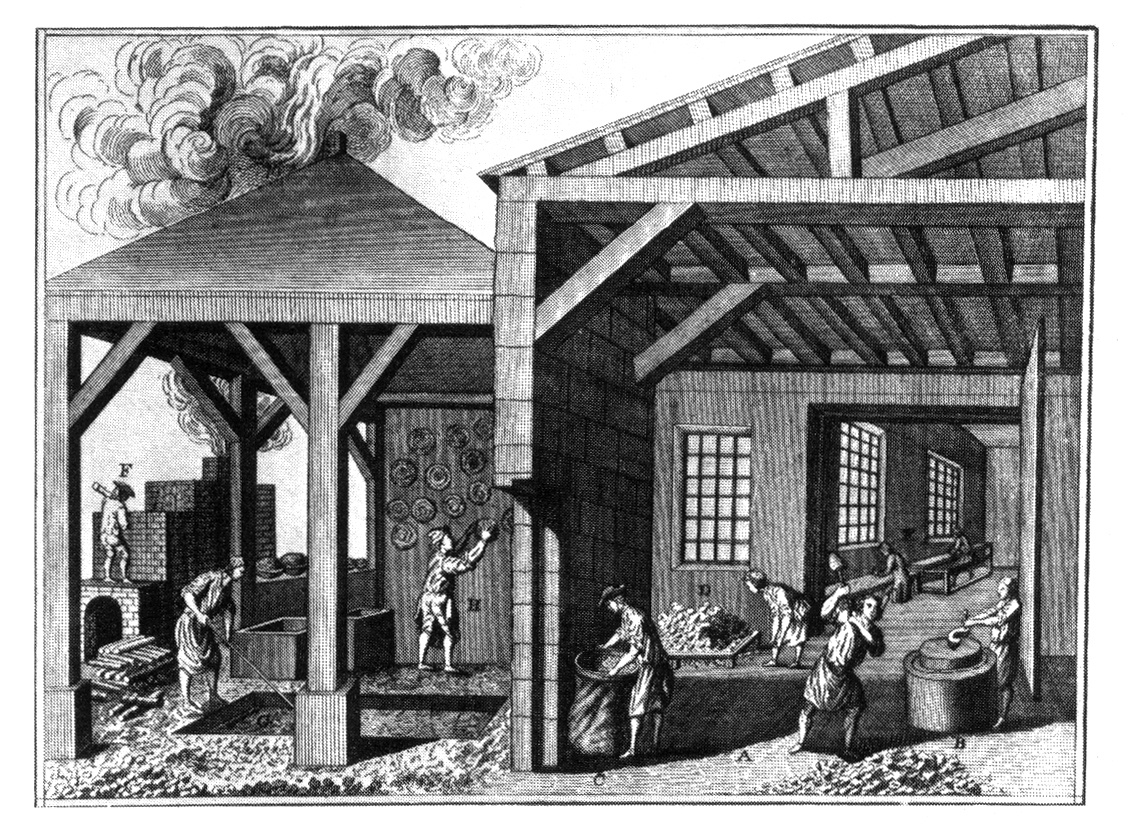
18세기 작센의 도자기 제조장.

공장제수공업(工場制手工業, 영어: manufacture 매뉴팩처[*], 독일어: Manufaktur 마누팍투르[*])은 초기 제조업 형태 중 하나다.
지주와 상인이 공장을 세운 뒤 임노동자를 모은다. 여러 차례에 걸친 제조공정을 한 명이 하는 것이 아니라, 각각의 공정을 분업화, 협업화하고 많은 인원을 모아 효율적으로 생산한다. 분업이기 때문에 작업 효율이 향상되고 생산능력이 비약적으로 상승하지만, 기계기술 수준은 전근대적인 것에 그친다.
경제사에서는 농민의 농한기 부업으로서  발생한 선대제가내수공업의 다음 단계로 여겨진다. 또한 산업혁명 이후 공장에서 기계를 이용하여 제품을 대량생산하는 기계제대공업이 공장제수공업의 다음 단계로서 등장한다.